# Carole Laure
Carole Laure (n. 5 august 1948, Shawinigan, Canada) este o actriță, cântăreață, scenaristă și regizoare canadiană.

## Date biografice
Carole a terminat facultatea de pedagogică, cariera ei de actriță a început cu filme de scurt metraj din anul 1968. Pe plan internațional va deveni în 1977 prin comedia franceză "Preparez vos mouchoirs" premiată cu Oscar, unde a jucat alături de Gérard Depardieu și Patrick Dewaere. Ea a jucat în special în filme franceze și piese de teatru canadiene. Ulterior a devenit cântăreață, scenaristă, regizoare și producătoare de film.

## Filmografie
- 1971 Mon enfance à Montréal
- 1971 Fleur bleue : Suzanne
- 1972 Series 4
- 1972 IXE-13 : Shaïra
- 1973 La Porteuse de pain (foileton TV) : Marie Harmant
- 1973 La Mort d'un bûcheron : Marie Chapdeleine
- 1974 Sweet Movie : Miss Monde 1984 / Miss Canada; (2 secvențe sex-plicites)
- 1975 A Thousand Moons
- 1975 La Tête de Normande St-Onge : Normande St-Onge
- 1976 Né pour l'enfer (Born for Hell) : Amy
- 1976 Una Magnum Special per Tony Saitta : Louise Saitta
- 1976 L'Eau chaude, l'eau frette : Amoureuse
- 1977 L'Ange et la Femme : Fabienne
- 1977 Amenințarea (La Menace), regia Alain Corneau : Julie Manet
- 1978 Pregătiți-vă batistele (Préparez vos mouchoirs), regia Bertrand Blier : Solange
- 1978 La Jument vapeur : Armelle Bertrand
- 1979 Inside Out (TV)
- 1979 Au revoir à lundi : Lucie Leblanc
- 1980 Fantastica : Lorca
- 1981 Asphalte : Juliette
- 1981 Un assassin qui passe : Pauline Klein
- 1981 Drumul spre victorie (Victory) : franțuzoaica Renée
- 1981 Croque la vie : Thérèse
- 1983 Maria Chapdelaine : Maria Chapdelaine
- 1984 À mort l'arbitre : Martine
- 1984 Stress : Nathalie
- 1984 Heartbreakers : Liliane
- 1984 The Surrogate : Anouk Van Derlin
- 1985 Night Magic : Judy
- 1985 Drôle de samedi : Véronique
- 1986 Sauve-toi, Lola : Lola
- 1987 Sweet Country : Eva
- 1988 La Nuit avec Hortense
- 1988 Palace (foileton TV) : La cliente à la mouche / Sylvie, femeia din slujba viselor
- 1989 Beau fixe sur Cormeilles
- 1989 La Vie en couleurs (TV) : Laura
- 1989 Thank You Satan : France Monnier
- 1993 Les Aventuriers d'Eden River (Flight from Justice) (TV) : D. Ann Stephens
- 1994 Elles ne pensent qu'à ça... : Jess
- 2000 Rats and Rabbits : Rita
- 2002 Primitifs
- 2002 Les Fils de Marie : Marie
- 2006 La Belle Bête